# Tumor hepático
Tumor hepático ou tumor do fígado é qualquer crescimento anormal dentro da estrutura do fígado, incluindo neoplasias benignas e malignas, originado no órgão (primário) ou fora dele (metástase), infecciosas ou não.

## Benignos
Os tumores hepáticos benignos são relativamente comuns e geralmente não causam sintomas. A maioria dos tumores benignos é detectada apenas quando um exame de imagem, como ultrassonografia, tomografia computadorizada (TC) ou ressonância magnética (RM), é feito por uma razão não relacionada com o tumor. Raramente, esses tumores causam desconforto na parte superior direita do abdômen, fazem com que o fígado aumente (hepatomegalia) ou causam sangramento na cavidade abdominal. 
O fígado geralmente funciona normalmente, mesmo quando um tumor não canceroso está presente. Assim, os resultados de exames de sangue para avaliar a função hepática são normalmente normais. O tratamento pode ou não ser necessário.[carece de fontes?]

### Hemangiomas

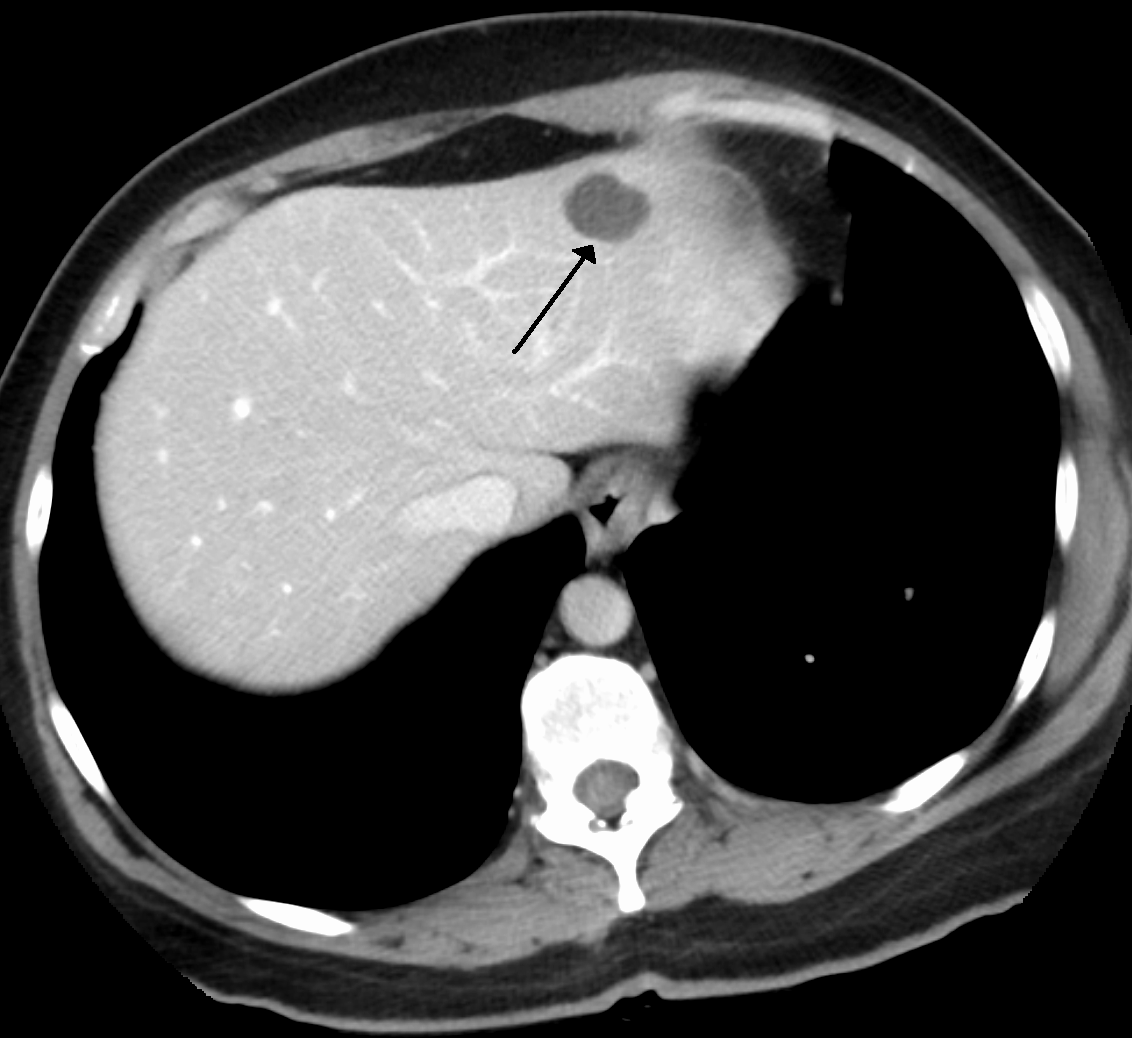
Hemangioma hepático visto em uma tomografia computadorizada.

Os hemangiomas são a forma mais comum de tumores hepáticos, afetando cerca de 5% da população e mais comum entre as mulheres. São tumores dos vasos sanguíneos e podem aparecem em vários outros lugares do corpo. Geralmente estes tumores benignos não produzem sintomas e não necessitam de ser tratados. Quando crescem mais de 4cm, causando efeito de massa, podem ser removidos com uma laparoscopia abdominal.

### Cistos hepáticos
Os cistos são estruturas de paredes finas que contêm fluido. Cistos hepáticos são comuns, estimando que afetem aproximadamente 5 por cento da população. Como apenas cerca de 5% desses cistos causam sintomas, a maioria nunca é detectada ou só é detectada incidentalmente. Mesmo quando sangram e causam dor, frequentemente melhoram em alguns dias mesmo sem tratamento. A maioria dos cistos são solitários, mas em 12% dos casos sofrem com fígado policístico. Quando causam dor, sangramento e mal estar prolongado podem ser removidos com laparoscopia.
Alguns cistos podem ser causados por parasitas como na equinococose.[carece de fontes?]

### Adenoma hepático
Os Adenomas hepáticos são tumores glandulares, mais frequentes em mulheres em idade fértil. Associados a altos níveis de estrógeno, por exemplo, pelo uso de contraceptivos orais. Possuem risco significativo de sangramento abdominal e raramente se tornam malignos. Recomenda-se cirurgia para removê-los. 

### Hiperplasia focal nodular
As hiperplasias nodulares focais (HNF) são tumores hepáticos comuns, mas que raramente causam sintomas ou requerem tratamento. Causados por má-formação dos vasos sanguíneos do fígado são mais frequentes em mulheres e dos 20 aos 30 anos.

## Malignos
A maioria dos cânceres de fígado são metástases de outros tumores, geralmente de origem abdominal como o câncer de cólon, câncer de ovário e câncer renal, mas também são comuns os originados de um câncer de mama e câncer de pulmão.
O câncer hepático primário mais frequente é o carcinoma hepatocelular (também denominado hepatocarcinoma). A principal causa de carcinoma hepático é cirrose devido a hepatite B, hepatite C ou alcoolismo. Também pode ser causado por aflatoxinas produzidas por fungos que contaminam alimentos. Obesidade, diabetes e tabagismo são importantes fatores de risco. 
Formas primárias mais raras de câncer de fígado incluem o colangiocarcinoma, um sarcoma, o hepatoblastoma e suas versões mistas.[carece de fontes?]